# Op art
Ne doit pas être confondu avec OOPArt.

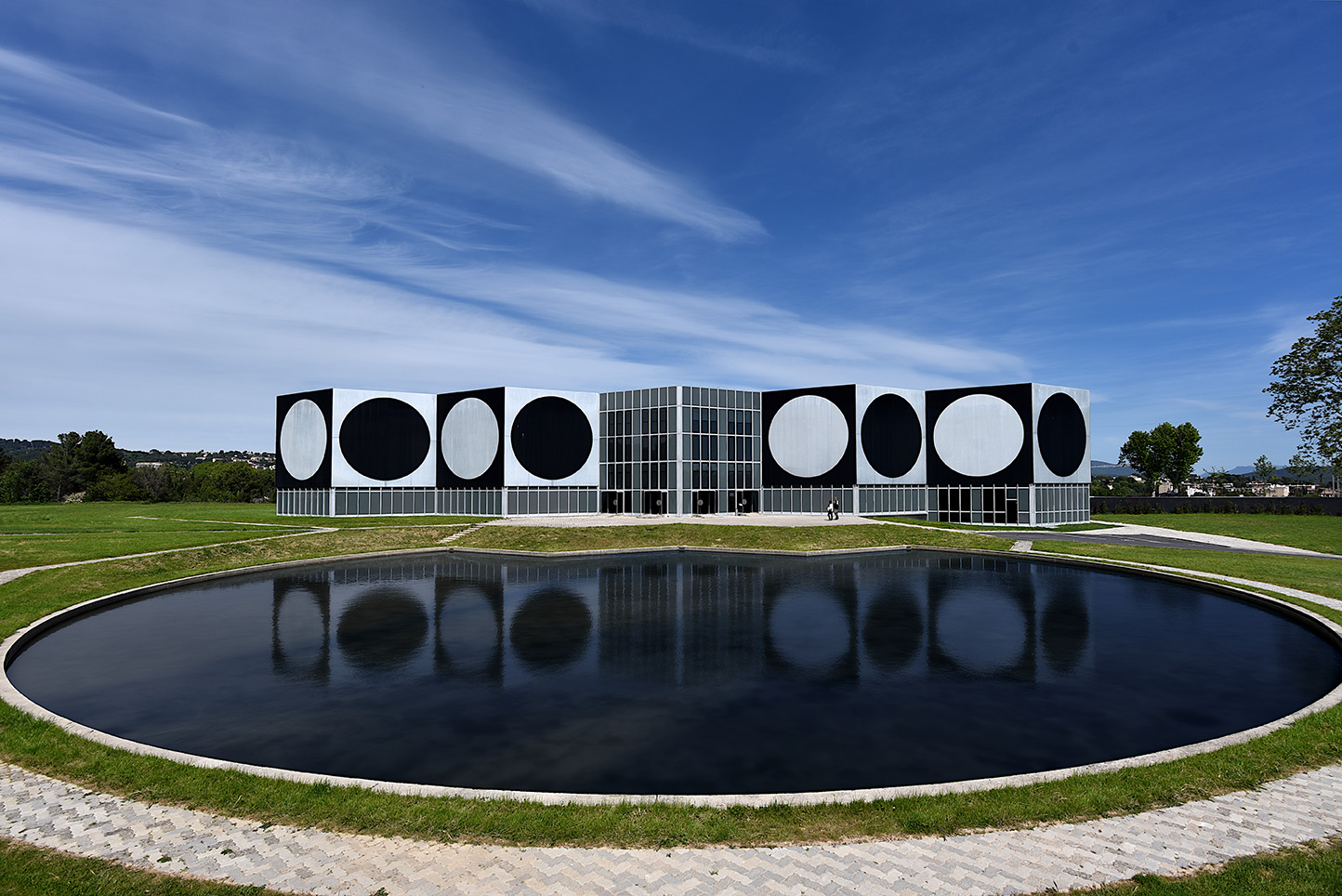
Centre architectonique de la Fondation Vasarely situé à Aix-en-Provence, France.

Op art, ou art optique, est une expression utilisée pour décrire certaines pratiques et recherches artistiques faites à partir des années 1960 et qui exploitent la faillibilité de l'œil à travers des illusions ou des jeux d'optique.
À la différence de l'art cinétique ou cinétisme, dont les premières manifestations remontent aux années 1910 avec le futurisme, puis certaines œuvres de Marcel Duchamp ou d'Alexander Calder, où l'œuvre est animée de mouvements, les effets d'illusion que produisent les œuvres d'op art restent strictement virtuels, seulement inscrits sur la surface de la rétine. L'œil est le moteur de l'œuvre, il n'y a pas de moteur dans l'œuvre. Il existe des œuvres combinant les deux procédés ; pour les qualifier on parle d'« art opticocinétique ».
Les œuvres d'op art sont essentiellement abstraites. Les pièces donnent l'impression de mouvement, d'éclat de lumière et de vibration ou de mouvements alternés. Ces sollicitations visuelles placent le corps du spectateur en situation instable, entre plaisir et déplaisir, plongé dans une sensation de vertige proche de certains états d’ivresse légère. Ce phénomène est parfois renforcé par le caractère monumental des pièces, parfois des environnements, voire dans le cas d’art optico-cinétique de réelles sources de lumière jaillissant de l’ombre.

## Histoire

### Première moitié duXXesiècle
Les origines de l'op art remontent aux théories visuelles développées par Kandinsky et d'autres artistes dans les années 1920. Au Bauhaus, l'école des beaux-arts fondée en Allemagne en 1919 pour explorer une esthétique fonctionnelle moderne, les étudiants en design industriel apprenaient les principes de la couleur et du ton d'une façon structurée. La manière dont une couleur est perçue dépend de son contexte ; par exemple, certaines couleurs « vibrent » lorsqu'elles sont appliquées les unes contre les autres.
Josef Albers, d'origine allemande, se livra à une étude systématique de la relativité et de l'instabilité des couleurs. En 1935, Marcel Duchamp produit des effets d'optique avec des disques rotatifs appelés « rotoreliefs ».

### Naissance d'une tendance internationale
C'est en 1964, dans un article anonyme du magazine Time que le terme « op art » est utilisé pour la première fois. En avril-mai 1964 est organisée l'exposition « Nouvelle tendance : propositions visuelles du mouvement international » au musée des Arts décoratifs à Paris. À New York, en 1965, l'art optique connaît une reconnaissance internationale avec l'exposition du MoMA de New York intitulée « The Responsive Eye » (« L'œil réceptif »), organisée par William C. Seitz, qui influence la popularisation de l'op art aux États-Unis et en Europe d'où il était originaire. Mais cette tendance apparaît partout dans le monde.
Les tableaux présentent des surfaces traitées de manière graphique qui déclenchent des réactions visuelles extraordinaires chez le spectateur. Ambiguïtés spatiales et sensations de mouvement sont engendrées par divers procédés dont la manipulation de dessins géométriques et éventuellement juxtaposition de couleurs intenses. À Paris, ce mouvement, comme l'art cinétique ou l'art concret, est défendu par la galerie Denise René.

## Quelques figures

### Victor Vasarely
Artiste né en Hongrie en 1906, Victor Vasarely fut une figure essentielle dans l'histoire de l'op art. Il suivit des cours au Bauhaus de Budapest où régnait une grande foi dans le progrès technique. Il s'opposait avec véhémence à l'idée de l'artiste comme personne égocentrique ; comme dans l'œuvre de nombre de ses contemporains plus jeunes des années 1960, il n'y a aucun indice de l'artiste dans ses tableaux. En 1930, il vient travailler dans le graphisme publicitaire à Paris. En 1938, Zèbres, peinture entièrement constituée de bandes noires et blanches courbes parallèles et rapprochées de manière à donner l'impression tridimensionnelle d'un zèbre, est exemplaire à ce propos. Il reproduit ce procédé en 1939 dans des gouaches de deux zèbres aux cous enlacés et une lithographie d'un zèbre au galop.
À la Libération, il incite Denise René à fonder sa galerie d'art rue La Boétie où il expose ces œuvres graphiques en 1944. En 1948, il découvre la confusion des plans, déstabilisant la vision, produite par les contrastes de la lumière de Provence et de l'ombre sur les façades de Gordes puis, en 1951, ce sont les craquelures du carrelage de la station de métro Denfert-Rochereau qu'il reproduit (un procédé qu'utilisera aussi Ellsworth Kelly), jusqu'à revenir en 1952 au carré de Malevitch. Les toiles de sa période « Noir-Blanc » de 1951-1963, passent ainsi de l'alternance contrastée de bandes brisées (Ujjaïn, 1955) au motif du damier de ses précédentes lithographies (Arlequin, 1935), soumis ensuite à des déformations optiques suggérant celles des profondeurs de l'espace, dans ses séries Vega à partir de 1956 ou Supernova. Ces toiles anticipent celles des artistes optiques des années 1960. En 1955, il participe à l'exposition « Le mouvement. Le manifeste jaune » à la galerie Denise René avec Marcel Duchamp, Alexander Calder, Jesús Rafael Soto, Jean Tinguely, Pol Bury et Robert Jacobsen. En 1956, l'Argentin Gyula Kosice du groupe Madi vient le voir à Paris et dans son manifeste lui attribue « la paternité indiscutable de la plastique cinétique », ce qui marque la reconnaissance de Vasarely en Amérique du Sud où il expose en 1958 au musée national des Beaux-Arts de Buenos Aires, au musée d'art moderne de Montévideo, puis en 1959 au musée des Beaux-Arts de Caracas. En 1958, il réalise une mosaïque murale optique rue Camou à Paris et bénéficie de sa première exposition à New York à la Rose Fried Gallery. Il présente également une rétrospective au Palais des beaux-arts de Bruxelles en 1960, où il publie un manifeste annonçant l'avènement d'une « civilisation-culture planétaire » et participe en 1961 à l'exposition « Bewogen Beweging », premier bilan muséal de l'art cinétique, au Stedelijk Museum d'Amsterdam avec une toile de la série Vega, puis à la Pace Gallery de Boston en 1962, où il est reconnu comme à l'origine du renouveau de l'abstraction géométrique par l'introduction des effets optiques dans l'art contemporain. Il expose également en 1963 au musée des Arts décoratifs à Paris et à Hanovre, puis en 1964 à Milan, à la Documenta III de Cassel et dans d'autres villes d'Allemagne et de Suisse ainsi qu'à New York et Cincinnati.

### Jesús Rafael Soto
Au milieu des années 1950, le Vénézuélien Jesús Rafael Soto superpose différents plans à l'aide de plastique transparent (Spirale, 1955), puis de tiges métalliques (Premier carré vibrant, 1958), qui produisent des effets visuels en fonction du seul déplacement du spectateur en combinant ainsi art optique et mouvement.

### Wojciech Fangor
En 1957, le peintre polonais Wojciech Fangor découvre par hasard la technique du flou en peinture, produisant un effet optique d'ondes lumineuses et expose Composition de l'espace à la seconde exposition d'art moderne de la Galerie nationale d'art Zachęta de Varsovie avec Oskar Hansen et l'architecte Stanisław Zamecznik puis, en 1958, un environnement de vingt peintures créées avec Zamecznik pour l'exposition « Étude spatiale » présentée au salon Nowa Kultura. En 1963, le peintre allemand Gerhard Richter introduit également le flou dans la figuration, en reproduisant l'effet de striures (Hirsch, 1963) puis de flou de bougé photographique (Emma, Akt auf einer Treppe, 1966).

### Carlos Cruz Diez
À partir de 1959, le Vénézuélien Carlos Cruz-Diez réalise sa série des Physichromies, constituées de très fines bandes de couleur produisant un effet vibratile en utilisant un plastique périssable, la lumaline, qui l'obligera à reconstituer cette série en 1976.

### Gruppo N et Gruppo T
Le graphiste Franco Grignani, qui expose dès 1958, a une grande influence en s'intéressant particulièrement aux illusions d'optique, comme Marina Appolonio à partir de 1962, laquelle réalise notamment en 1964 ses « dynamiques circulaires » (dinamiche circolari). Le Gruppo N, intéressé par une approche scientifique des phénomènes optiques, est constitué en 1959 à Padoue avec Alberto Biasi qui réalise ses « trames » (trame) la même année, Ennio Chiggio et Manfredo Massironi. En octobre 1959, le mouvement d'art cinétique Gruppo T est également fondé à Milan par Giovanni Anceschi, Gianni Colombo, Davide Boriani et Gabriele Devecchi, auxquels se joint en 1960 Grazia Varisco ; tandis que Getulio Alviani est également proche de ces mouvements. Ces deux groupes participent en mai 1962 à l'exposition « Art programmé », qui est théorisée par Bruno Munari, à l'espace Olivetti dans la galerie Victor Emmanuel II de Milan. En 1961, Varisco introduit la lumière, dans l'art opticocinétique, avec ses « schémas lumineux variables » (schemi luminosi variabili) qui superposent des plans transparents en mouvement et, à l'aide d'un rétroéclairage, produisent des effets optiques de trames ou de kaléidoscopes.

### Le GRAV
À partir de 1961, en France, les six artistes du GRAV (François Morellet, Julio Le Parc, Horacio Garcia Rossi, Francisco Sobrino, Joël Stein et Jean-Pierre Vasarely, dit Yvaral), dont les premières réalisations datent du milieu des années 1950, vont pousser très loin l'utilisation de la lumière artificielle et des nouveaux matériaux. Morellet, quant à lui, va explorer les effets optiques chromatiques (Du jaune au violet, 1956) et le système des « trames » aléatoires, d'abord dans la peinture (4 simples trames formant des carrés 0°, 45°, 90°, 135°, 1954 ; 4 doubles trames, traits minces 0°, 22°5, 45°, 67°5, 1958), puis dans les trois dimensions avec la Sphère-trame de 1962.

### Bridget Riley
Dans ses tableaux noirs et blancs basés sur les illusions d'optique, réalisés à partir de 1961 après sa visite de la Biennale de Venise, l'artiste britannique Bridget Riley introduit de légères modifications au sein de structures géométriques qui déclenchent des phénomènes d'oscillations et des ondulations optiques. Aux États-Unis, Richard Anuszkiewicz d'abord influencé par Josef Albers, se rapproche de ce mouvement en passant des semis de points saturés de rouge en 1959 aux lignes géométriques au début des années 1960.

### Nouvelle tendance
En août 1961, le peintre brésilien Almir Mavignier et le critique Matko Meštrović organisent l'exposition « Nove tendencije » à la galerie Suvremena Umjetnosti de Zagreb à la suite de la normalisation des relations italo-yougoslaves, en invitant le Gruppo N, le GRAV et des artistes allemands y compris du Groupe ZERO, mais aussi Piero Manzoni, Piero Dorazio et Enrico Castellani, puis Getulio Alviani qui présente en décembre 1961 à Ljubljana ces linee luce (« lignes lumière »). En Allemagne et dans les pays voisins certains artistes adhèrent ou se rapprochent ainsi des différentes formes de l'art optique, sous la dénomination Neue Tendenzen comme Hartmut Böhm, Ludwig Wilding, Klaus Staudt, ainsi que des représentants de l'art concret comme le Suisse Hans Jörg Glattfelder ou du groupe croate Exat 51 comme Ivan Picelj.

## Un art de rupture
Les pratiques du GRAV et de Riley sont particulièrement désorientantes et insupportables pour les admirateurs de l'abstraction géométrique, issue du cubisme, qui était fondée sur une composition équilibrée, et de l'expressionnisme abstrait, dont le succès faisait les beaux jours de l'école de New York et qui exprimait la complexité de l'homme et du monde modernes.
L’art optique apparaît comme une menace en 1963. L'op art prétend ne véhiculer aucune signification, ne se réfère à aucune « profondeur », la psychologie et la sensibilité, la culture littéraire de l’auteur s’effaçant totalement, l’œuvre ne solliciterait pas l’esprit du spectateur mais son corps, et pourrait flirter avec le décoratif, le ludique et la mode, etc. De ce fait, ce mouvement reçoit un accueil critique mitigé. Mais la valeur s’est déplacée sur l'expérience perceptive, et c’est essentiel. Le caractère déstabilisant de ces œuvres met le spectateur, son corps, au centre, et c'est surtout cela qui est novateur, ce que voulait d'ailleurs Bridget Riley dès 1963.
L’art optique par tous les déplacements qu’il opère dans les habitudes du monde de l’art a un impact immédiat parce qu’il correspond à un vaste mouvement de fond. Il est, parmi d’autres tendances et mouvements artistiques, ce qui déclenche l’idée d’une rupture, dans les années 1960, qu’il fallait nommer « art contemporain ».
Sur un plan plus sociétal, les artistes du GRAV, partant du principe que l'œuvre d'art ne renvoie qu'à elle-même, affirment que sa conception doit être expérimentale et s'appuyer sur les connaissances scientifiques de la perception visuelle. Ils réagissent contre l'image traditionnelle de l'artiste inspiré et le culte de l'œuvre unique.
Moins d'un an après l'exposition de Riley en 1964 à la Richard Feigen Gallery à New York, l'op art est connu en Grande-Bretagne et aux États-Unis. Cette célébrité n'est pas due à une augmentation soudaine de la fréquentation des galeries, mais au fait que les procédés visuels des artistes sont repris presque immédiatement par le monde de la mode et du design graphique. Soudain, des dessins d'op art sont partout, adaptés sur toutes sortes de produits et de supports.

## La constellation des artistes d'op art
De nombreux artistes ont pratiqué ce type d'art, momentanément ou de manière permanente. Parmi les plus célèbres :
- Yaacov Agam
- Marina Appolonio
- Patrice Allart
- Josef Albers
- Edna Andrade
- Richard Anuszkiewicz
- Getulio Alviani
- Hartmut Böhm
- Daniel Buren
- Alexander Calder
- Carlos Cruz-Diez[11]
- Wojciech Fangor
- Hans Jörg Glattfelder
- Lily Greenham
- Horacio Garcia Rossi
- Franco Grignani
- Patrick Hughes
- Pierre Kiandjan
- Gyula Košice
- Julio Le Parc
- Miodrag
- Emmanuelle Rybojad
- Milton Becerra[12]
- François Morellet
- Youri Messen-Jaschin[13],[14]
- Ivan Picelj
- Cécile Plaisance
- Bridget Riley
- Patrick Rubinstein
- George E. Russell
- Nicolas Schöffer
- Francisco Sobrino
- Jesús-Rafael Soto[15]
- Joël Stein
- Frank Stella
- Escher
- Zanis Waldheims[16]
- Patrick Dupré
- Grazia Varisco
- Victor Vasarely
- Ludwig Wilding
- Yvaral